# Jérémie Dérangère
Jérémie Dérangère (né le 3 mai 1975 au Creusot) est un coureur cycliste français. Principalement actif durant les années 2000, il a été l'un des meilleurs amateurs français.

## Palmarès et classements mondiaux

### Palmarès par année
| - 1992 - 2e du Tour de la Vallée de la Trambouze - 1998 - 3e étape du Ruban granitier breton - 2e de la Ronde des Pyrénées - 1999 - Circuit de la Vallée du Bédat - Circuit de l'Auxois - Circuit des Deux Ponts - 2e du Tour du Doubs - 2000 - Grand Prix d'Ouverture de Lorraine - Ronde de l'Oise - Prix de Marsannay-le-Bois - 2e du Circuit méditerranéen - 2e de Troyes-Dijon - 2e du Grand Prix du Cru Fleurie - 2e du Grand Prix de Chardonnay - 3e des Boucles catalanes - 2001 - Champion de Bourgogne sur route - La Tramontane - Prix des Meubles Rapp-Atlas - 2e étape du Circuit de Saône-et-Loire - 3e du Grand Prix de Lys-lez-Lannoy - 2002 - Circuit de Saône-et-Loire - 1re étape du Tour Nord-Isère - 2e de la Ronde du Canigou - 2e du Tour de Franche-Comté - 2003 - Dijon-Auxonne-Dijon - 4e étape du Circuit de Saône-et-Loire - Prix de Laines-aux-Bois - Nocturne de Bar-sur-Aube - Grand Prix d'Autry-le-Châtel - Circuit des Deux Ponts - 2e du Critérium de La Machine - 3e du Grand Prix de Vence - 3e du Tour Nord-Isère - 3e du Grand Prix des Grattons - 2004 - Troyes-Dijon - 1re étape du Circuit de Saône-et-Loire - 2e étape du Tour de Franche-Comté - 4e étape du Tour Nivernais Morvan - Trophée de la ville de Cusset - 2e du Tour du Canton de Châteaumeillant - 3e des Boucles catalanes - 3e du Grand Prix de Luneray - 2005 - Prix des Assurances Carpentier - Classique de Sauveterre - Circuit de Saône-et-Loire - Tour de Franche-Comté : - Classement général - 1re et 2e étapes - 3e étape du Tour Nord-Isère - Circuit Jean Bart - 2e du Grand Prix de Saint-Étienne Loire - 2e du Grand Prix de Charvieu-Chavagneux - 2e du Circuit des Deux Ponts - 3e de Dijon-Auxonne-Dijon | - 2006 - Prologue du Circuit de Saône-et-Loire - Grand Prix Enduiest - 1reb étape du Tour Alsace (contre-la-montre par équipes) - Critérium de La Machine - 4e étape des Trois Jours de Cherbourg - 2e de Troyes-Dijon - 2e d'Annemasse-Bellegarde et retour - 2e du Tour du Canton de Châteaumeillant - 3e du Grand Prix des Foires d'Orval - 2007 - La Tramontane - Ronde du Canigou - Grand Prix de Saint-Étienne Loire - Annemasse-Bellegarde et retour - Grand Prix des Flandres françaises - 2e étape du Circuit de Saône-et-Loire - Tour de Côte-d'Or - 2e de Troyes-Dijon - 2e du Prix du Saugeais - 2e du Tour de Franche-Comté - 2e du Grand Prix des Grattons - 2e de Paris-Chalette-Vierzon - 3e de Dijon-Auxonne-Dijon - 2008 - Troyes-Dijon - Dijon-Auxonne-Dijon - Rhône-Alpes Isère Tour : - Classement général - 2e étape - Circuit de Saône-et-Loire : - Classement général - Prologue, 1re et 4e étapes - Tour du Chablais : - Classement général - 1re étape - Tour de Côte-d'Or : - Classement général - 2e étape - Paris-Auxerre - Nocturne de Bar-sur-Aube - 5e et 6ea étapes du Tour de Nouvelle-Calédonie - 3e de la Ronde du Canigou - 2009 - La Tramontane - Tour du Charolais - 1re étape des Boucles de la Marne - 3e de Bordeaux-Saintes - 3e de Dijon-Auxonne-Dijon - 2010 - Tour du Charolais - Prix de Vertus - 2e du Circuit des Communes de la Vallée du Bédat - 2e du Circuit des Quatre Cantons - 3e de La Tramontane - 3e du Tour du Canton de Châteaumeillant |  |

### Classements mondiaux
| Année           | 2005 | 2006   | 2007 | 2008 |
| --------------- | ---- | ------ | ---- | ---- |
| UCI Europe Tour | 662e | 1 162e | 670e | 234e |